# Percival Serle

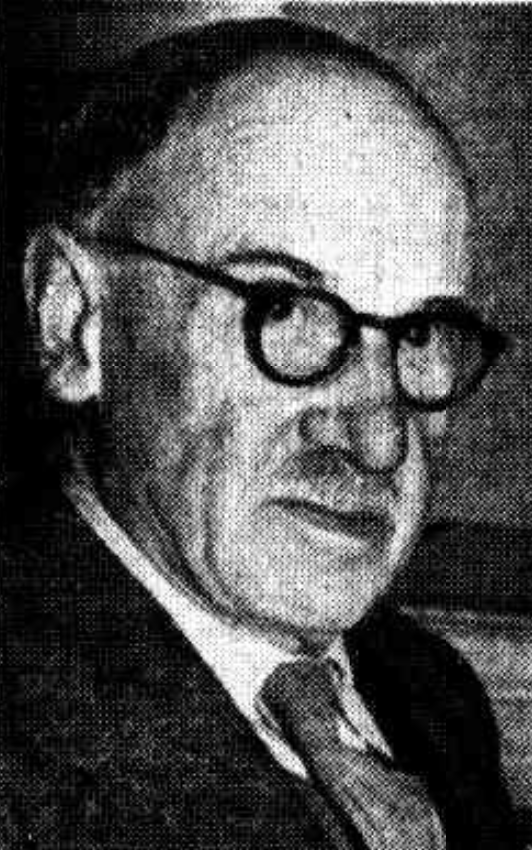
Percival Serle (1871-1951) tomada c1949. Autor del diccionario de la biografía australiana

Percival Serle (18 de julio de 1871 - 16 de diciembre de 1951) fue un biógrafo y bibliógrafo australiano. 

## Biografía
Serle nació de padres ingleses en Elsternwick, Victoria y durante muchos años trabajó en una oficina de seguros de vida antes de que en noviembre de 1910 se convirtiera en jefe de oficina y contador en la Universidad de Melbourne. Se casó con la artista Dora Beatrice Hake el 29 de marzo de 1910.  Tenían que tener tres hijos.  Un hijo, Alan Geoffrey Serle, fue seleccionado como erudito victoriano de Rhodes en 1947.
Serle dirigió una librería de segunda mano durante la depresión; Fue guía-profesor en la Galería Nacional de Victoria ; curador del Museo de Arte de la Galería; y miembro del consejo de la sociedad de artistas victorianos . También fue presidente de la Sociedad de Literatura de Australia.

## Publicaciones
Las publicaciones de Serle incluían una edición, con notas, de A Song to David and Other Poems , del poeta inglés del siglo XVIII Christopher Smart ; Una bibliografía de poesía y verso de Australasia: Australia y Nueva Zelanda ; Una antología de Australasia (con ' Furnley Maurice ' y RH Croll ); Una selección de poemas de Furnley Maurice ; Diccionario de la biografía australiana ; y una cartilla de coleccionismo. 
El Diccionario tardó más de veinte años en completarse y contiene más de mil biografías de australianos prominentes o personas estrechamente relacionadas con Australia.  Serle comenta en el Prefacio que "me he esforzado por hacer que el libro sea digno de su tema.  Hubiera sido mejor si hubiera pasado otros cinco años en ello, pero a los setenta y cinco años de edad, uno se da cuenta de que hay un momento para terminar ".  Fue galardonado con la Medalla de Oro de la Sociedad de Literatura Australiana en 1949 por este trabajo.
Serle murió en Hawthorn, Victoria, a los 80 años el 16 de diciembre de 1951. 